# Giacomo Fini
Giacomo Fini (Seravezza, 14 aprile 1934) è un ex ciclista su strada italiano, professionista dal 1957 al 1961. Seppur non colse alcuna vittoria fra i professionisti, ottenne importanti piazzamenti, quali il secondo posto alla Coppa Sabatini 1957, il terzo al Giro del Piemonte e il sesto al Giro dell'Emilia, entrambi dello stesso anno.

## Palmarès
- 1957 (dilettanti)

Campionati italiani, Prova indipendenti 

### Altri successi
- 1957 (Faema)

Cosenza (Criterium)
Montenero di Bisaccia (Criterium)
Castelluzzo (Criterium)

## Piazzamenti

### Grandi giri
- Giro d'Italia

1957: 70º
1959: 78º
1960: 95º
1961: 79º

### Classiche monumento
- Milano-Sanremo

1957: 74º
1959: 109º
- Parigi-Roubaix

1961: 83º
- Giro di Lombardia

1958: 103º
1960: 62º